# Mai Noir
Seconde Guerre mondiale
Batailles
Bataille de l'Atlantique
- Bataille des Caraïbes
- Blocus allié de l'Allemagne
- Guerre météorologique
- Bataille du Rio de la Plata
- Opération Berlin
- Bataille du détroit de Danemark
- Opération Neuland
- Torpedo Alley
- Opération Paukenschlag
- Opération Postmaster
- Opération Cerberus
- Opération Biting
- Opération Chariot
- Bataille du Saint-Laurent
- Opération Frankton
- Bataille de la mer de Barents
- Mai Noir
- Bataille du cap Nord
- Opération Stonewall
- Opération Teardrop

Front d'Europe de l'ouest

Front d'Europe de l'est

Campagnes d'Afrique, du Moyen-Orient et de Méditerranée

Guerre du Pacifique

Guerre sino-japonaise

Théâtre américain
Le terme « Mai Noir » fait référence à une période (mai 1943) de la campagne de l'Atlantique pendant la Seconde Guerre mondiale, au cours duquel les forces sous-marines allemandes (U-Bootwaffe) subissent de lourdes pertes inédites tandis que les pertes alliées diminuent significativement. Cette période est considérée comme le tournant de la bataille de l'Atlantique.

## Contexte
Après les confrontations de février autour des convois SC-118, ON-166 et UC-1, ce « Mai Noir » est considéré comme le point culminant de la crise de la bataille entre mars et mai 1943.

### Mars
En mars, l'offensive des U-Boote atteint son apogée avec une série de batailles majeures autour des convois, notamment les HX-228, SC-121 et UGS-6, suivis plus tard par la plus grande bataille de convois de la guerre : HX-229/SC-122.
Les pertes alliées en mars s’élèvent à 120 navires totalisant 704 000 tonnes, dont 82 (484 000 tonnes) coulés dans l’Atlantique. Côté allemand, douze sous-marins sont détruits.
Un rapport de la Royal Navy conclut : « Les Allemands n'ont jamais été aussi près de perturber les communications entre l'Ancien et le Nouveau Monde, qu'aux vingt premiers jours de mars 1943 ».

### Avril
Durant le mois de répit d'avril, les forces allemandes n’ont pas été en mesure de maintenir une présence importante dans l’Atlantique. Un grand nombre des submersibles grandement impliqués en mars s’étaient retirés simultanément pour leurs ravitaillements. Quelques-uns demeurent opérationnels. L'action principale se déroule à la fin du mois lorsque l'U-515 attaque le convoi TS-37 et coule quatre pétroliers en trois minutes, puis trois autres à six heures d'intervalle.
Les pertes alliées en avril totalisent 351 000 tonnes, soit 64 navires perdus, dont 39 dans l'Atlantique. Côté allemand, quinze submersibles ont coulé.

### Mai
Le point culminant de la bataille est généralement considéré comme étant la bataille contre le ONS-5. Parti de Liverpool vers Halifax le 21 avril 1943 avec 48 cargos, protégé par 20 escorteurs (le groupe B7, renforcé de plusieurs unités). 
Il affronte les attaques de deux meutes de combat, Meise et Amsel, groupant respectivement 30 et 11 U-Boote. Il perd 13 navires et coule 6 de ses adversaires. Les trois convois suivants perdent sept navires mais au prix de sept U-Boote coulés. Enfin, les 40 cargos du convoi SC 130 quittent Halifax le 11 mai et arrivent intacts à Liverpool le 26 mai, après avoir repoussé les attaques des « loups gris » de Dönitz et en avoir coulé cinq.
Ébranlé et affecté par ces revers (l'amiral Dönitz perd notamment son fils Peter, qui fait partie des sous-mariniers disparus à bord de l'U-954 lors de la bataille autour du convoi SC-130), l'amiral Dönitz donne alors l'ordre aux sous-marins d'abandonner les lieux des combats pour se regrouper plus au sud.
Les pertes alliées en mai s’élèvent à 58 navires coulés totalisant 304 000 tonnes, dont 34 totalisant 136 000 tonnes dans l'Atlantique.

## «Mai Noir»
En mai 1943, le nombre de sous-marins allemands atteint son apogée avec 240 sous-marins opérationnels, dont 118 en mer, tandis que le tonnage coulé est en continuelle diminution. À cette date, les sous-marins allemands subissent également les pertes les plus importantes depuis le début du conflit, 41 d'entre eux ayant été détruits en un mois, soit 25 % des sous-marins opérationnels.
Le 24 mai 1943, Karl Dönitz — choqué par la défaite subie par ses sous-marins — ordonne l'arrêt temporaire de la campagne sous-marine ; la plupart sont retirés du service opérationnel.
En mai, les pertes alliées ont nettement chuté, parallèlement à l'augmentation désastreuse des pertes de sous-marins ; dix-huit d'entre eux sont perdus lors de batailles de convois dans l'Atlantique, quatorze par des patrouilles aériennes, dont six dans le golfe de Gascogne.
En comptant les pertes des autres théâtres maritimes et les accidents, ce « Mai noir » (Black May) comptabilise la perte de quarante-trois U-Boote.
| Causes                           | Nombre d'U-Boote perdus           |
| -------------------------------- | --------------------------------- |
| Navire                           | 12                                |
| Aéronef à terre                  | 14                                |
| Aéronef de porte-avions          | 2                                 |
| Navire + aéronef à terre         | 4                                 |
| Navire + aéronef de porte-avions | 1                                 |
| Sous-marin                       | 1                                 |
| Collision                        | 2                                 |
| Autres causes                    | 1                                 |
| Porté disparu                    | 3                                 |
| Bombardement                     | 3 (renfloués et remis en service) |
| Pertes totales                   | 43                                |

Jamais l'U-Bootwaffe n'avait subi autant de pertes sous-marines depuis le début de la guerre, soit trois fois plus que le mois précédent, et plus que pour la totalité de l'année 1941. 
La perte d’équipages expérimentés, en particulier celle des officiers subalternes proches de constituer la prochaine génération de commandants, est tout aussi importante. L'étendue des pertes provoque la baisse de moral des sous-mariniers. Beaucoup d'équipages d'U-Boote hésitent désormais à poursuivre une attaque. Le tonnage marchand lancé par les chantiers alliés dépasse enfin le tonnage coulé par l'Axe.
Malgré les nombreux efforts déployés au cours des deux années suivantes de la guerre, les submersibles allemands ne parviendront pas à rétablir la menace qu’ils avaient antérieurement imposée aux navires alliés.